# 井上紀代子
井上 紀代子（いのうえ きよこ、1946年〈昭和21年〉 - ）は、日本の政治家。宮崎県議会議員（8期目・現職）。
元県議会副議長、宮崎県和裁技能士会理事、特定非営利活動法人サポートセンターそしある理事。

## 来歴
宮崎県宮崎市出身。宮崎県立宮崎南高等学校卒業。1965年に宮崎中央郵便局に就職、1990年に退職。
1991年4月に宮崎県議会議員に初当選、24年ぶりの女性県議会議員となり、以後7期連続当選。（現在8期目・現職）
2001年には宮崎県議会副議長に就任、県政史上初の女性副議長となった。